# Orbis International
 (janvier 2024).
Si vous disposez d'ouvrages ou d'articles de référence ou si vous connaissez des sites web de qualité traitant du thème abordé ici, merci de compléter l'article en donnant les références utiles à sa vérifiabilité et en les liant à la section « Notes et références ».
Orbis International est une organisation non gouvernementale vouée à la lutte contre la déficience visuelle et la cécité. Ses programmes se concentrent sur la prévention et le traitement des maladies de l'oeil dans les pays en voie de développement au travers de programmes de formation et de santé publique.